# Park Słowiański (Gorzów Wielkopolski)
Park Słowiański – położony jest w północno-zachodniej części Gorzowa Wielkopolskiego na pograniczu dzielnic Nowe Miasto i osiedla Staszica. Zajmuje powierzchnię ok. 37 ha. Założony został w 1903 roku. Rośnie tutaj wiele gatunków roślin drzew i krzewów m.in. topola czarna.
Obecnie blisko parku znajduje się Centrum Sportowo-Rehabilitacyjne Słowianka, oraz cmentarz komunalny. Przez park biegnie ulica Słowiańska będąca częścią tzw. trasy średnicowej. 